# Circumzenitale boog

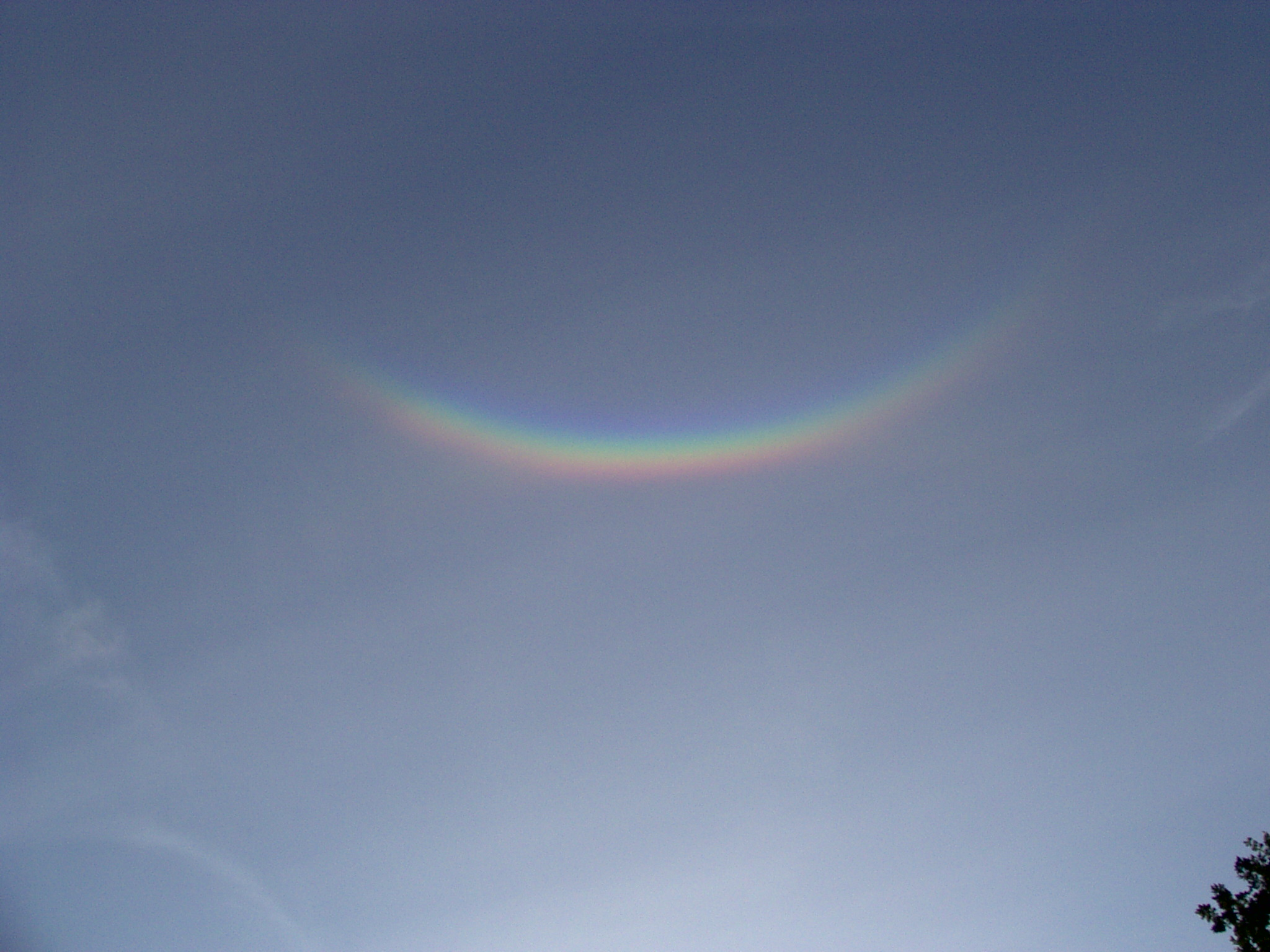
Circumzenitale boog

Een circumzenitale boog (of Circumzenitale boog van Bravais) is een halo-verschijnsel dat ontstaat door breking van zonlicht in ijskristallen, dus niet zoals de regenboog door interne reflectie en breking van zonlicht in druppels. De circumzenitale boog bevat de spectrale kleuren van de regenboog, maar de kleuren zijn zuiverder.
De boog kan zichtbaar worden als de zon niet hoger staat dan 32°. De circumzenitale boog staat recht boven de grote kring (46 graden) om de zon. De bolle kant is naar de zon gekeerd en rood, terwijl de binnenkant violet is. De lengte is ongeveer een kwart van een cirkel met het zenit als middelpunt.
Een circumzenitale boog is geen zeldzaam verschijnsel, maar hij wordt zelden opgemerkt door zijn positie recht boven de waarnemer. Hij verschijnt vaak tegelijk met bijzonnen en het is dan ook zinvol om naar boven te kijken als er bijzonnen zichtbaar zijn. Zoals bij alle typen halo's kan de circumzenitale boog ook door de (bijna) volle maan worden veroorzaakt.

## Nabootsing van de circumzenitale boog
De ontstaanswijze van de circumzenitale boog kan gemakkelijk nagebootst worden met behulp van een transparant cilindervormig drinkglas dat tot aan de rand gevuld is met helder water. Dit glas moet op een door de zon beschenen vensterbank gezet worden, zodanig dat het neerwaarts verkregen spectrum dat er langs de zijkant van het glas uitstraalt, kan geobserveerd worden op de beschaduwde vloer onder de vensterbank (dit is dus het neerwaarts geprojecteerde beeld van het uittredend gebroken zonlicht). Hetgeen er op de vloer te zien is toont de spectrale kleuren die ook te zien zijn in de circumzenitale boog. Het met water gevulde drinkglas bootst een horizontaal zwevend hexagonaal transparant ijskristal na. Gezien het feit dat de eigenlijke circumzenitale boog veroorzaakt wordt door miljarden hexagonale (door de zon beschenen) ijskristalletjes die allen hun horizontale voorkeursstanden innemen, bootst de ronding van het cilindervormige drinkglas alle voorkeursstanden van de zij-vlakjes van de hexagonale ijskristalletjes na. De ontstaanswijze van de circumhorizontale boog (optredend onder de zon in plaats van erboven) kan ook op die manier worden nagebootst, maar dan dient het (met water gevulde) drinkglas in de hand gehouden te worden, omdat het spectraalkleurig gebroken licht van de hoogstaande zon er langs de onderkant van het glas moet uitstralen. Het verkregen projectiebeeld van de spectrale kleuren valt dan op een beschaduwde binnenmuur, en kan aldus op die manier geobserveerd worden.

## Boog van Kern, S. W. Visser'sgespiegelde circumzenitale boog
Een boog van Kern, of Kern Arc, is een uiterst zeldzaam haloverschijnsel. Het is sterk verwant aan de circumzenitale boog, maar dan zichtbaar als volledige cirkel. Men zou de boog van Kern daarom kunnen omschrijven als het ontbrekende segment van de circumzenitale boog. De boog van Kern werd op 8 oktober 1895 rond 7 a 8 uur 's morgens waargenomen door de Nederlander H. F. A. Kern te Loenen aan de Vecht.